# Радичево
Радичево (на македонска литературна норма: Радичево) е село в община Василево на Северна Македония.

## География
Селото е разположено северозападно от Струмица, в планината Смърдеш.

## История
През XIX век Радичево е смесено българо-турско село в Радовишка каза на Османската империя. Според статистиката на Васил Кънчов („Македония. Етнография и статистика“) от 1900 г. селото е населявано от 251 жители, от които 126 българи християни и 125 турци.
В началото на XX век цялото християнско население на селото е под върховенството на Българската екзархия. По данни на секретаря на екзархията Димитър Мишев („La Macédoine et sa Population Chrétienne“) през 1905 година в селото има 160 българи екзархисти.
Според преброяването от 2002 година селото има 590 жители.
| Националност | Всичко |
| македонци    | 575    |
| албанци      | 0      |
| турци        | 12     |
| роми         | 0      |
| власи        | 1      |
| сърби        | 2      |
| бошняци      | 0      |
| други        | 0      |